# Cuphea ciliata
Cuphea ciliata là một loài thực vật có hoa trong họ Lythraceae. Loài này được Ruiz & Pav. mô tả khoa học đầu tiên năm 1798.